# Rock ’n’ Roll Dance
Der Rock ’n’ Roll Dance ist ein Rock-’n’-Roll-Song von Lloyd Price aus dem Jahr 1956. Bumps Blackwell hatte für den Text des Songwriters John Marascalco eine Melodie geschrieben, die Price bei Specialty Records zur Aufnahme brachte. Der im Jump Blues verhaftete Song basiert auf dem 12-taktigen Blues, dessen Blues-Schemata abwechselnd als Strophen und Refrain dienen. Der Titel konnte weder andere Interpreten zu Coverversionen überzeugen noch eine Chartposition erreichen.

## Entstehung und Veröffentlichung
Lloyd Price hatte bereits 1952 mit dem Hit Lawdy Miss Clawdy seinen Durchbruch bei Specialty Records gefeiert, bevor er zwischen 1954 und Februar 1956 im Korea-Krieg diente. Auf sein Anraten bewarb sich der junge Little Richard mit einem Demotape bei Specialty und wurde schließlich vom Labeleigner Art Rupe eingeladen, unter dem Produzenten Bumps Blackwell aufzunehmen. Seine beiden ersten Specialty-Singles Tutti Frutti und Long Tall Sally waren Hits, auf die der junge italienstämmige Songwriter John Marascalco in seiner Heimatstadt Grenada, Mississippi aufmerksam wurde. Marascalco fuhr im März 1956 zur Specialty-Geschäftsstelle in Hollywood und übergab Bumps Blackwell seine beiden Kompositionen Ready Teddy und Rip It Up für Little Richard. Da Blackwell nach weiterem Material gefragt hatte, hinterließ Marascalco bei Specialty auch einen Text-Entwurf mit dem Titel Rock ’n’ Roll Dance. Lloyd Price war gerade aus der Armee entlassen und kam für einige Aufnahmesessions zu seinem alten Label zurück. Marascalco erinnerte sich: „Ich hatte den Songtext dabei, als ich das erste Mal zu Specialty kam und ließ eine Kopie mit dem ganzen anderen Kram dort. Ich wollte den Text niemanden andrehen, da ich ihn eigentlich nicht mochte, aber Bumps machte sich dran, schrieb eine Melodie dazu und Lloyd nahm den Song auf.“ Nach Recherchen Billy Veras fand die Aufnahme in Cosimo Matassas J&M Studio in New Orleans mit dessen Studio Band unter der Leitung von Art Rupe in der Besetzung Edgar Blanchard an der Gitarre, Frank Fields am Bass, Earl Palmer am Schlagzeug, Edward Frank am Klavier sowie Lee Allen und Red Tyler an den Saxophonen statt. Der Eintrag des Copyrights bei der Library of Congress erfolgte am 5. Mai 1956 auf Marascalco als Texter und Price als Komponist. Blackwell erhielt keine Autorencredits.
Rock n Roll Dance wurde zusammen mit Country Boy Rock im Mai 1956 als Specialty SP-578 veröffentlicht. Eine genaue Zuweisung von A- und B-Seite ist bei Specialty nicht möglich, das Billboard-Magazin besprach aber bevorzugt Country Boy Rock. 1991 erschien das Stück erneut auf der Lloyd-Price-Kompilation Lawdy! aus der Serie Legends of Specialty unter der Nummer SPCD-7010-2, 2007 nahm das britische Re-Issue-Label Ace Records den Titel in seine Kompilation Specialty Rock ’n’ Roll, CDCH 291, auf.

## Musikalischer Aufbau und Inhalt
Rock ’n’ Roll Dance ist ein reiner zwölftaktiger Blues in A-Dur mit einem Wechsel auf die Dominante E-Dur zum letzten Takt. Das Blues-Schema wird in einem Up-tempo achtmal wiederholt und nimmt dabei folgende Songbestandteile ein: Auf das Klavier-Intro folgt die erste Strophe und ein Refrain, sodann die zweite Strophe und Refrain. Nach einem Saxophonsolo folgt die dritte Strophe und der abschließende Refrain mit einem gemeinsamen instrumentalen Schlussakkord. Das tragende Instrument ist das Klavier mit R&B-typischen Pattern. Die Saxophone steuern mehrstimmige Riffs bei. Das Schlagzeug spielt einen markanten Backbeat, der auf den Rock ’n’ Roll des Song-Titels verweist.
Die Strophen werden vom Sänger im Shouting-Stil vorgetragen. Auf die zwölf Takte eines Bluesschemas verteilen sich drei Verse zu vier Takten. Wie im Blues typisch macht der Sänger im ersten Vers eine Aussage, die er im zweiten verstärkend wiederholt und damit Zeit gewinnt, den Gedankengang mit einem passenden Reim zu Ende zu bringen. Der Endreim der ersten Strophe ist „line“-„dime“, der zweiten „tight“-„dynamite“ und der dritten „roll“-„soul“. Den Reim der dritten Strophe nutzt auch der Refrain, in dem in jedem Vers der Rock-’n’-Roll aufgerufen wird, der dem Seelenheil zuträglich sei. Der gesamte Titel „Rock ’n’ Roll Dance“ kommt im Text nicht vor. Neben dem im Jahr 1956 noch jungen Musik-Genre Rock-’n’-Roll des Refrains bahnt sich der „Dance“ (Tanz) über die Strophen an: In der ersten versucht sich der Sänger, mit seiner Liebsten per Telefon zu verabreden, in der zweiten wird das zärtliche Tanzvergnügen geschildert, in der dritten die Wirkung des speziellen Rock-’n’-Roll-Tanzes. Dabei spielt der Text auch mit der Zweideutigkeit des Rock-’n’-Roll-Vokabulars, das den im Tanz verbundenen Verben „to rock“ und „to roll“ auch sexuelle Konnotationen zuordnet und die als Chiffre für den Geschlechtsakt gehört werden können.

## Bedeutung, Kritik und Erfolg
Rock ’n’ Roll Dance ist das erste veröffentlichte Werk des Songwriters John Marascalco, dessen Repertoire in der Datenbank der BMI mindestens 150 Einträge umfasst. Am 26. Mai 1956 bewarb das Billboard-Magazin den Song als einen „treibender Blues, bei dem der Blues-Shouter eine sehr starke instrumentale Unterstützung bekommt.“ Dik de Heer hält Rock n Roll Dance für einen „guten Rocker“. Weder die andere Seite der Single Country Boy Rock noch Rock ’n’ Roll Dance schafften es in die Charts. Nach der Erfolglosigkeit seiner späten Specialty-Singles und einem Streit mit Label-Chef Rupe verließ Lloyd Price das Label und gründete mit KRC Records eine eigene, unabhängige Plattenfirma, auf deren Erfolge ABC-Paramount aufmerksam wurde und Lloyd Price’ Karriere neuen Anschub verlieh. Von Rock ’n’ Roll Dance sind keine Coverversionen bekannt.